# Muralla del Perelló
La Muralla del Perelló és una obra medieval del Perelló (Baix Ebre) inclosa a l'Inventari del Patrimoni Arquitectònic de Catalunya.

## Descripció
La vila del Perelló conserva diferents trams de muralla en la trama urbana d'alguns edificis que conformaven l'antic perímetre emmurallat. Especialment destaquem diferents panys a l'anomenat Passeig de la Muralla, davant del barranc de les Comes de forta pendent que funcionava probablement com a vall o fossat d'aquest flanc defensiu de la vila. El flanc no delimita pel l'altre barranc, anomenat barranc del Salt, contempla també diferents elements constructius de l'antic traçat de la muralla que tanca els càrrecs i fortifica les seves façanes exteriors. Encara es visible l'existència de la base d'una possible bestorre de planta quadrangular.
El tram que es conserva al passeig de la Muralla, mante l'alineació a les cases de la població que donen al barranc. Un document gràfic no datat amb exactitud, però que podria adscriure dins de principis o la primera meitat del segle xx, ens permet observar a la perfecció un tancament de la vila amb un potent mur de tancament urbà i amb la presencia de fuselleres en alguns trams, dels quals es conserva un important alineació. Es conserva d'aquests sector un tram de muralla amb fuselleres parcialment afectades o tapiades, amb una alçada considerable superior a una planta. La tècnica constructiva es basa en un encofrat de tàpia mixta de morter i pedra., que conforma la part posterior de diversos habitatges que alguns d'ells dona la seva façana principal al carrer Major.

## Història
La població del Perelló, anomenada com Font del Perelló a la seva fundació en època medieval, disposava d'un sistema defensiu a finals del segle xiii-principis del segle xiv. Diverses referències documentals ens parlen de les necessitats de reparació, construcció i manteniment del murs de la vila. La disposició urbanística del nucli històric i la disposició de dos barrancs que delimiten a l'Est i Oest de la població, ens descriu dos portals d'accés al Nord i Sud. A l'actual Passeig de la Muralla que transcorre paral·lel al Barranc de les Oliveres conserva part del traçat de la muralla. en un lloc de difícil accés i no va ser necessària la construcció de fossat en aquest sector per la mateixa existència i defensa natural dels vessants escarpats del Barranc.
El 1339, en Bernat de LLibià, explica la necessitat de reparar les defenses del poble, quan ja devia fer uns anys que eren construïdes i devien estar deteriorades. D'aquests estat decadent dels murs en parlem uns establiments del 2 de març del 1342. Aquest text incideix en el mal estat de les muralles i prova l'existència de només dos portals al poble, els quals eren tancats durant la nit. Cap al 1345 tenim altres referències a un altre element defensiu urbà:el fossat o vall, a peu de la muralla i per la part exterior. El 20 de gener del 1348 (AMT provisions 3 (1345-1348, foli 146v) els eximeixen d pagar impostos a la ciutat per un termini que va de març d'aquell any següent "...en ajuda de murar e entorrar...". Rebran anys després diferents ajudes de Tortosa per reparar o refer murs de la vila del Perelló.
En època moderna les referències son expresses per a reparar muralla o torres, normalment relacionat amb el perill de la pirateria barbaresca que al segle xv va produir greus efectes sobre la població del Perelló i altres poblacions de l'entorn de la costa ebrenca. L'existència de dos portals. L'any 1696 tenim documentat el nom del Portal dels Mallols, citat també en un text del 1784.
Al segle xix durant el conflicte de la Guerra del Francès, les referències son clares sobre l'existència del perímetre emmurallat de la vila. Destaca els fets produïts el 26 de maig de 1813, durant la Guerra del Francès, on les tropes franceses tractant de fortificar-se dins del recinte emmurallat de la vila, a la qual anomenen castell.